# Ronde van Luxemburg 1998
De Ronde van Luxemburg 1998 (Luxemburgs: Tour de Luxembourg 1998) werd verreden van donderdag 11 juni tot en met zondag 14 juni in Luxemburg. Het was de 58ste editie van de rittenkoers, die in 2005 deel ging uitmaken van de UCI Europe Tour (categorie 2.HC). De ronde telde vijf etappes. Titelverdediger was de Belg Frank Vandenbroucke. Van de 127 gestarte renners bereikten slechts 46 coureurs de eindstreep in Diekirch.

## Etappe-overzicht
| etappe | datum   | start       | finish      | afstand | winnaar         | klassementsleider |
| ------ | ------- | ----------- | ----------- | ------- | --------------- | ----------------- |
| 1e     | 11 juni | Pétange     | Diekirch    | 190 km  | Lance Armstrong | Lance Armstrong   |
| 2e     | 12 juni | Wormeldange | Bertrange   | 174 km  | Jacky Durand    | Lance Armstrong   |
| 3e     | 13 juni | Dudelange   | Beckerich   | 105 km  | Stuart O'Grady  | Lance Armstrong   |
| 4e     | 13 juni | Leudelange  | Bettembourg | 78 km   | Erik Zabel      | Lauri Aus         |
| 5e     | 14 juni | Diekirch    | Diekirch    | 179 km  | Frankie Andreu  | Lance Armstrong   |

## Etappe-uitslagen

### 1e etappe
| Pétange – Diekirch (190 km) |                    |                   |          |
| Plaats                      | Naam               | Ploeg             | Tijd     |
| Winnaar                     | Lance Armstrong    | US Postal Service | 4u33'09" |
| 2                           | Lauri Aus          | Casino            | z.t.     |
| 3                           | Olivier Perraudeau | GAN               | +03' 56" |

| Algemeen klassement |                    |                   |          |
| Plaats              | Naam               | Ploeg             | Tijd     |
| Gele trui           | Lance Armstrong    | US Postal Service | 4u33'09" |
| 2                   | Lauri Aus          | Casino            | +00' 01" |
| 3                   | Olivier Perraudeau | GAN               | +04' 01" |

### 2e etappe
| Wormeldange – Bertrange (174 km) |                      |         |          |
| Plaats                           | Naam                 | Ploeg   | Tijd     |
| Winnaar                          | Jacky Durand         | Casino  | 4u15'02" |
| 2                                | Alessandro Bertolini | Cofidis | +00' 05" |
| 3                                | Jaan Kirsipuu        | Casino  | z.t.     |

| Algemeen klassement |                 |                   |          |
| Plaats              | Naam            | Ploeg             | Tijd     |
| Gele trui           | Lance Armstrong | US Postal Service | 8u48'22" |
| 2                   | Lauri Aus       | Casino            | +00' 01" |
| 3                   | Jacky Durand    | Casino            | +03' 35" |

### 3e etappe
| Dudelange – Beckerich (105 km) |                |        |          |
| Plaats                         | Naam           | Ploeg  | Tijd     |
| Winnaar                        | Stuart O'Grady | GAN    | 2u06'09" |
| 2                              | Alberto Elli   | Casino | z.t.     |
| 3                              | Jaan Kirsipuu  | Casino | z.t.     |

| Algemeen klassement |                 |                   |           |
| Plaats              | Naam            | Ploeg             | Tijd      |
| Gele trui           | Lance Armstrong | US Postal Service | 10u54'31" |
| 2                   | Lauri Aus       | Casino            | +00' 01"  |
| 3                   | Jacky Durand    | Casino            | +03' 35"  |

### 4e etappe
| Leudelange – Bettembourg (78 km) |               |                        |          |
| Plaats                           | Naam          | Ploeg                  | Tijd     |
| Winnaar                          | Erik Zabel    | Duitse Nationale Ploeg | 1u58'53" |
| 2                                | Jaan Kirsipuu | Casino                 | z.t.     |
| 3                                | Jo Planckaert | Lotto-Mobistar         | z.t.     |

| Algemeen klassement |                 |                   |           |
| Plaats              | Naam            | Ploeg             | Tijd      |
| Gele trui           | Lauri Aus       | Casino            | 12u53'19" |
| 2                   | Lance Armstrong | US Postal Service | +00' 02"  |
| 3                   | Jaan Kirsipuu   | Casino            | +03' 46"  |

### 5e etappe
| Diekirch – Diekirch (179 km) |                    |                        |          |
| Plaats                       | Naam               | Ploeg                  | Tijd     |
| Winnaar                      | Frankie Andreu     | US Postal Service      | 4u19'49" |
| 2                            | Christian Andersen | Team Home-Jack & Jones | +00' 37" |
| 3                            | Torsten Schmidt    | Team Chicky World      | z.t.     |

| Algemeen klassement |                 |                       |           |
| Plaats              | Naam            | Ploeg                 | Tijd      |
| Gele trui           | Lance Armstrong | US Postal Service     | 17u14'29" |
| 2                   | Erik Dekker     | Rabobank              | +03' 06"  |
| 3                   | Dirk Müller     | Team Deutsche Telekom | +03' 16"  |

## Eindklassementen

### Algemeen klassement
| Plaats    | Naam            | Ploeg                 | Tijd      |
| --------- | --------------- | --------------------- | --------- |
| Gele trui | Lance Armstrong | US Postal Service     | 17u14'29" |
| 2         | Erik Dekker     | Rabobank              | +03' 06"  |
| 3         | Dirk Müller     | Team Deutsche Telekom | +03' 16"  |
| 4         | Stuart O'Grady  | GAN                   | +03' 51"  |
| 5         | Jo Planckaert   | Lotto-Mobistar        | +04' 10"  |
| 6         | Torsten Schmidt | Team Chicky World     | +04' 11"  |
| 7         | Alberto Elli    | Casino                | +04' 12"  |
| 8         | Rolf Huser      | Post Swiss Team       | +04' 16"  |
| 9         | Tristan Hoffman | TVM-Farm Frites       | z.t.      |
| 10        | Marty Jemison   | US Postal Service     | +05' 02"  |

1935 · 
1936 · 
1937 · 
1938 · 
1939 · 
1940 · 
1941 · 
1942 · 
1943 · 
1944 · 
1945 · 
1946 · 
1947 · 
1948 · 
1949 · 
1950 · 
1951 · 
1952 · 
1953 · 
1954 · 
1955 · 
1956 · 
1957 · 
1958 · 
1959 · 
1960 · 
1961 · 
1962 · 
1963 · 
1964 · 
1965 · 
1966 · 
1967 · 
1968 · 
1969 · 
1970 · 
1971 · 
1972 · 
1973 · 
1974 · 
1975 · 
1976 · 
1977 · 
1978 · 
1979 · 
1980 · 
1981 · 
1982 · 
1983 · 
1984 · 
1985 · 
1986 · 
1987 · 
1988 · 
1989 · 
1990 · 
1991 · 
1992 · 
1993 · 
1994 · 
1995 · 
1996 · 
1997 · 
1998 · 
1999 · 
2000 · 
2001 · 
2002 · 
2003 · 
2004 · 
2005 · 
2006 · 
2007 · 
2008 · 
2009 · 
2010 · 
2011 · 
2012 · 
2013 · 
2014 ·
2015 ·
2016 ·
2017 ·
2018 ·
2019 ·
2020 ·
2021 · 2022 · 2023 · 2024